# Suelta de Vaquillas de El Viso
La Suelta de Vaquillas de El Viso (Córdoba) es un festejo popular taurino que se celebra en el marco de las fiestas patronales del municipio en honor a Santa Ana, durante la segunda quincena de julio. Fue declarada Fiesta de Interés Turístico de Andalucía en 2008.

## Origen y evolución
El origen de este festejo popular se remonta a 1588 y nace a raíz de un acontecimiento histórico. Hasta esa fecha, El Viso pertenecía al Condado de Santa Eufemia. Tras la petición de los habitantes del municipio, el Reino de Granada le otorga la independencia del condado en cuestión y se nombra como patrona de éste a Santa Ana.
Los vecinos de la localidad, para celebrar ese acontecimiento, organizaron diferentes actividades entre las cuales se encontraban los encierros. A partir de ese momento, la suelta de vaquillas se fue consolidando hasta convertirse, en 2008, en Fiesta de Interés Turístico de Andalucía.
Este mantenimiento en el tiempo de la fiesta ha conllevado la modificación de varios aspectos estructurales, adaptándose a las distintas normativas de seguridad vigentes en cada período en cuestión, si bien se ha conservado su esencia. En este sentido, en los primeros años, el recorrido se iniciaba en las dehesas cercanas al municipio, donde se encontraban los toros. De ahí, los astados eran guiados por jinetes hasta el núcleo urbano, finalizando el trayecto en una plaza formada por carros.
En la actualidad, esa plaza de carros fue sustituida por una plaza portátil, siendo la única de Andalucía de categoría B.

## Descripción del festejo
Los encierros taurinos que tienen lugar en El Viso consisten en la suelta de vaquillas por un recorrido de poco más de 600 metros, previamente habilitado de las preceptivas medidas de seguridad, que comprende las calles: Toriles, El Cristo, Riscalejos, Ramón y Cajal y la Plaza de la Constitución, donde se instala la plaza portátil y finalizan los encierros. La peña taurina local "El Corchaito" colaboran con el Ayuntamiento en las labores de vigilancia para que todos los participantes cumplan con las condiciones de seguridad y con la normativa de bienestar animal.
Los festejos se celebran todas las mañanas durante las fiestas patronales dedicadas a Santa Ana. En ellos participan vecinos y visitantes de dentro y fuera de la provincia, que corren delante de las reses hasta su encierro. Finalizada la carrera, los participantes se reúnen en bares y peñas para disfrutar de la gastronomía tradicional del municipio.
La plaza portátil que se utiliza para los encierros fue realizada por un taller de empleo municipal. Se inauguró en 2009 con el nombre de "Fermín Muñoz Corchado El Corchaíto", como homenaje al torero vecino de la localidad.

## Reconocimientos
- El 2 de abril de 2008, el consejero de Turismo y Deporte del Gobierno de Andalucía emitió una orden por la que se declaró la Suelta de Vaquillas de El Viso como Fiesta de Interés Turístico Regional.[13]